# Шидзуока
Шидзуока (на японски: 静岡県, Хепбърн: Shizuoka-ken, Шидзуока-кен) е една от 47-те префектури на Япония, разположена е в региона Чубу на най-големия японски остров Хоншу. Шидзуока е с население от 3 555 818 жители (10-а по население към 1 септември 2023 г.) и има обща площ от 7779,63 km² (13-а по площ). Едноименният град Шидзуока е административният център на префектурата. В Шидзуока са разположени 23 града.